# Valašská Senice

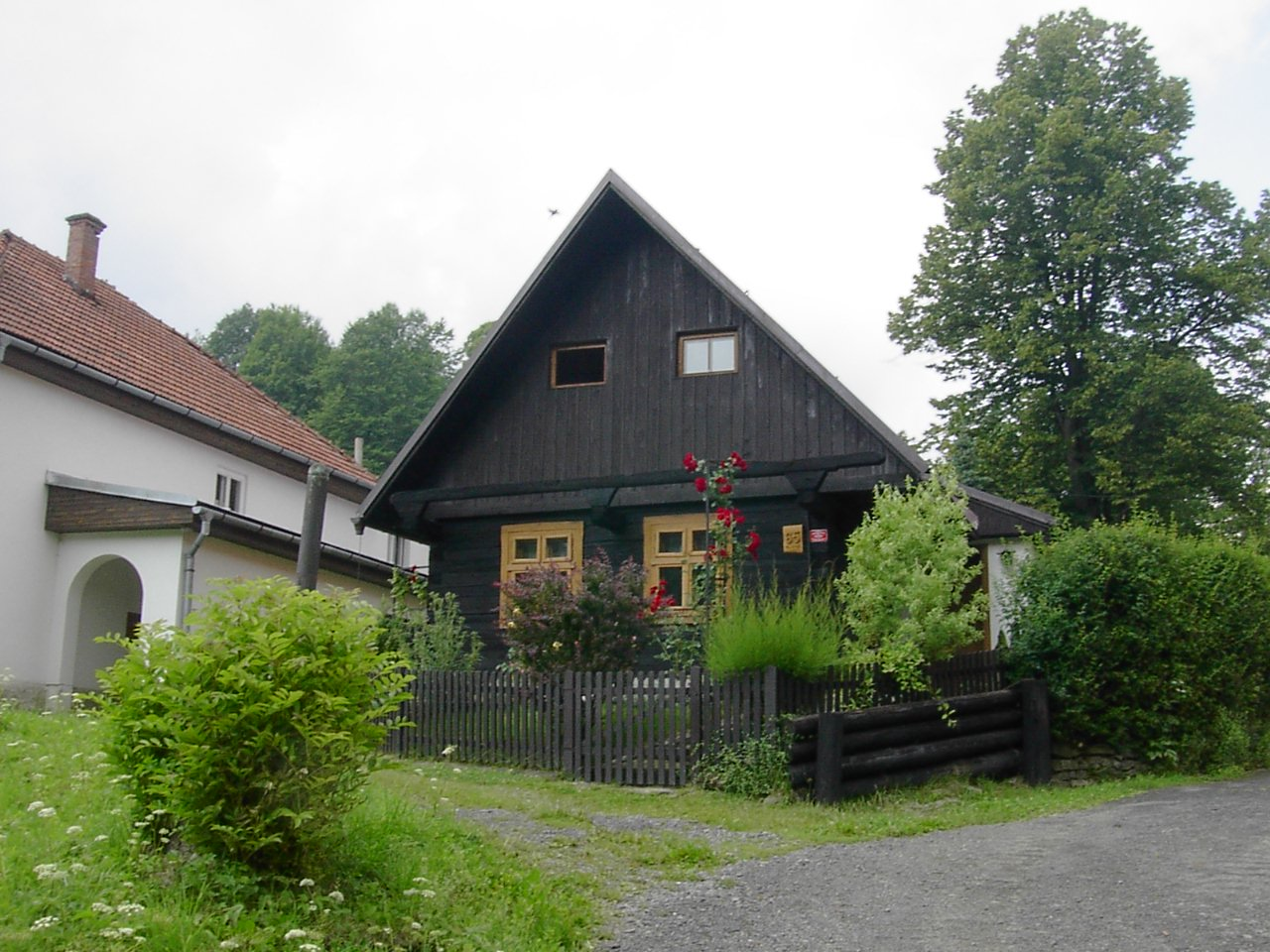
Gezimmerte Chaluppe in Valašská Senice

Valašská Senice, bis 1924 Senice (deutsch Walachisch Senitz, früher Senitz) ist eine Gemeinde in der Mährischen Walachei in Tschechien. Sie liegt 15 Kilometer südöstlich von Vsetín an der Grenze zur Slowakei und gehört zum Okres Vsetín.

## Geographie
Die Streusiedlung Valašská Senice befindet sich am Oberlauf der Senice im Südwesten der Javorníky im Naturpark CHKO Beskydy. Nördlich erheben sich die Butorky (828 m) und Valašská Kyčera (863 m), im Nordosten der Mikulinův vrch, Kyčera (804 m) und die Makyta (923 m), östlich der Chmelinec (725 m), Surový vrch und die Planá hora (630 m), im Südosten die Kopanica (800 m) und der Čubův kopec (720 m), südwestlich der Mikuličův vrch (664 m), im Westen die Obecnice (758 m) und der Hradisko (773 m) sowie im Nordwesten der Františkův vrch (717 m) und die Šerklava (798 m).
Nachbarorte sind Haspalé, Ezechýl, Juráň und U Šeligů im Norden, Selanka, Kadalovci und Backárovci im Nordosten, Hudeček, Bechov und Lazy pod Makytou im Osten, Rôtov, Dešná, Lysá pod Makytou und Rutov im Südosten, Pošle und Francova Lhota im Süden, Lidečko und Spina im Südwesten, Pulčín, U Solařů, Popelišovy Paseky und Nad Horami im Westen sowie U Krupů und Zděchov im Nordwesten.

## Geschichte
Die nach dem Fluss Senice benannte Ansiedlung wurde zum Ende des 15. Jahrhunderts gegründet. Zusammen mit Petrovska Lhota, Pulčín und dem später erloschenen Dorf Zubrůvka gehörte Seminka zum Burglehn Pulčín. Im Jahre 1517 bestand Seminka aus drei Anwesen. 1521 wurde der Ort als Srninka und 1530 als Jesenice bezeichnet. Im 16. Jahrhundert wurde Senice durch die Ansiedlung walachischer Pasekaren erweitert. Mit dem Anschluss des selbstständigen Burglehns Pulčín an die Herrschaft Brumov im Jahre 1549 wurde Senice dieser untertänig. Aus dem Jahre 1573 ist der Ortsname Senitzy überliefert. Durch die Lage an der Grenze von Mähren zu Ungarn war das Dorf wiederholt von Einfällen von Kriegsvolk betroffen. Bei der türkischen Invasion von 1663 lagerte bei Senice ein türkisches Heer mit 17.000 Mann. Dabei wurde das Dorf gänzlich niedergebrannt und die meisten Einwohner ermordet oder verschleppt. Im Jahre 1670 wurde das Dorf als Senytze bezeichnet. Ab 1710 gehörte Senice zusammen mit dem Anteil Dvořisko von Francova Lhota zum Brumover Anteil der Grafen von Waldorf auf Hošťálková. Aus dem Jahre 1718 ist der Ortsname Senitz überliefert. Nach der Teilung der Herrschaft Brumov fiel das Dorf 1731 der den Grafen von Waldorf gehörigen Anderen Herrschaft Brumow (Brumov II) zu. Im Jahre 1790 lebten in Senice 586 Personen. Das Dorf war bis zur Mitte des 19. Jahrhunderts immer nach Brumov II (Haluzice) untertänig.
Nach der Aufhebung der Patrimonialherrschaften bildete Senice/Senitz ab 1850 eine Gemeinde in der Bezirkshauptmannschaft Uherský Brod und dem Gerichtsbezirk Valašské Klobouky. Zu dieser Zeit hatte das Dorf 691 Einwohner. Die Bewohner betrieben Landwirtschaft, die wegen der Gebirgslage nicht zum Lebensunterhalt reichte. Deshalb fertigten sie in Heimarbeit Holzschindeln, wirkten wollene walachische Strümpfe und steppten Sohlen für die walachischen Papučář. Wegen der großen Armut setzte um 1900 in Senice eine Auswanderungswelle nach Amerika ein. Im Jahre 1900 hatte Senice 735 Einwohner, und 1921 waren es 823. Zur Unterscheidung von anderen Ortschaften namens Senice wurde der Ortsname zum 1. Jänner 1925 um das Präfix Valašská erweitert. Während des Protektorates Böhmen und Mähren bestand von 1939 bis 1945 in Valašská Senice eine Grenzwache; im Dorf und auf dem Mikulinův vrch entstanden Kasernen. In dieser Zeit wurden fünf Einwohner in deutschen Konzentrationslagern ermordet. Nach Kriegsende wanderte ein Teil der Einwohner in die Grenzgebiete ab. 1949 wurde die Gemeinde dem Okres Valašské Klobouky zugeordnet. Im Jahre 1950 lebten in Valašská Senice 702 Personen. Nach der Aufhebung des Okres Valašské Klobouky kam Valašská Senice Ende 1960 zum Okres Vsetín. 1970 hatte das Dorf 725 Einwohner. Die Grundschule wurde 1976 geschlossen und die Kinder nach Francova Lhota umgeschult. 1980 erfolgte die Eingemeindung nach Francova Lhota. Im Rahmen der Aktion Z wurden 1982 ein Schwimmbad und zwei Jahre später ein neues Spritzenhaus errichtet. Seit 1990 bildet Valašská Senice wieder eine eigene Gemeinde. Bei den Bergbauden Selanka befindet sich ein Wintersportzentrum.

## Ortsgliederung
Für die Gemeinde Valašská Senice sind keine Ortsteile ausgewiesen. Zu Valašská Senice gehören u. a. die Einöden (Paseken) Nad chladnou studánkou, Pagáč, Žárné, Surovcovy paseky, Ledovně, Haspalé, Ezechýl, Juráň, U Šeligů, U Daňků, U Turáňů und U Krupů.

## Sehenswürdigkeiten
- Kapelle des hl. Cyrill und Method, erbaut 1970–1971
- Gezimmerte Chaluppen
- Naturreservat Pulčín-Hradisko mit Pulčínské skály (Pultschiner Felsen) am Hradisko
- Kreuz am Kerchov, am Abhang des Hügel Žárné wurde 1832–1833 ein Cholerafriedhof angelegt
- Quelle Chladná studánka, nördlich des Dorfes unterhalb der Baude Selanka
- Mehrere Wegekreuze